# Патиев, Якуб Султанович
Яку́б Султа́нович Пати́ев (ингуш. Патанаькъан Султана Йоакъап; род. 11 февраля 1953, с. Заураловка, Кокчетавская область, Казахская ССР, СССР) — ингушский советский и российский поэт, политолог, литературовед, публицист, общественный и государственный деятель. Главный редактор газеты «Сердало» (2013—2020).
Выпускник филфака Северо-Осетинского госуниверситета (1978) и выпускник Ростовской высшей партийной школы (1990). Народный депутат Верховного совета Северной Осетии (1990—1995). С 1994 года занимал ряд министерских постов в правительстве Республики Ингушетия. Член Союза журналистов (1999) и Союза писателей России (2002). Автор около 400 статей, заметок и стихов, а также 20 книг и брошюр.

## Биография
Родился в селе Заураловке Энбекшильдерского района Кокчетавской области Казахской ССР, куда были депортированы ингуши, 11 февраля 1953 года.

В 1970 году окончил среднюю школу села Камбилеевское Пригородного района Северной Осетии, после чего три года работал на промышленных предприятиях города Орджоникидзе. В 1978 году окончил филологический факультет Северо-Осетинского государственного университета им. К. Хетагурова; в 1978—1980 годах руководитель комитета комсомола университета. Два года служил в Советской армии, после чего в 1982—1991 годах был инструктором Пригородного райкома КПСС Северо-Осетинской АССР и секретарём партбюро промышленного предприятия. В 1990—1995 годах — депутат Верховного Совета Северо-Осетинской АССР.

В 1990 году заочно окончил Ростовскую высшую партийную школу, получив специальность политолога. В 1999 году окончил курсы дипломатов при Академии Министерства иностранных дел Египта в Каире.

С сентября 1994 года занимал ряд министерских должностей в Республике Ингушетия: начальник организационного отдела Администрации Президента республики, последовательно начальник общего, социального и организационного отделов Правительства, помощник Председателя Правительства. В 1998—1999 годах — заместитель Председателя Правительства Республики Ингушетия. С апреля 1999 года по май 2006 года — заместитель руководителя Аппарата Правительства Республики Ингушетия. С ноября 2008 года по ноябрь 2009 года — первый заместитель руководителя Администрации Президента Республики Ингушетия. С ноября 2009 года по апрель 2011 года — министр культуры Республики Ингушетия. С апреля 2011 года по март 2013 года — министр по внешним связям, национальной политике, печати и информации Республики Ингушетия. С апреля 2013 года по 2020 год — главный редактор газеты «Сердало» (в переводе с ингушского — «Свет»). Является также Действительным государственным советником Республики Ингушетия 1-го класса.
По словам депутатов Народного Собрания Республики Ингушетия, в «Сердало» Патиев подчеркивал проблемы граждан Ингушетии и участвовал в их решении, газета под его «продолжала оставаться беспристрастным летописцем истории ингушского народа, флагманом прессы, важным фактором консолидации общества», а сам он «внёс значительный вклад в развитие и процветание молодой республики». По заявлению Минкультуры Республики Ингушетия, Патиев внёс вклад в культурную, литературную, общественно-политическую жизнь Ингушетии и отметили его невероятную трудоспособность.
C 1999 года является членом Союза журналистов России, а с 2002 года — член Союза писателей России. Был научным сотрудником отдела истории Ингушского научно-исследовательского института гуманитарных наук им. Ч. Э. Ахриева, ныне старший научный сотрудник отдела ингушской литературы. Сфера научных интересов Патиева — ингушская литература, политология, хронология.
Женат. Имеет четырёх детей, двух сыновей и двух дочерей.

## Творчество
Издаётся с 1967 года в районных, республиканских и центральных газетах и журналах. Автор около 400 статей, заметок и стихов, изданных в Грозном, Назрани, Махачкале, Орджоникидзе/Владикавказе, Алма-Ате, Минеральных Водах и Москве. Пишет свои произведения на русском языке. Автор 20 книг и брошюр: трёх сборников стихов, монографии о жизни и творчестве классиков ингушской литературы Идриса Базоркина и Саида Чахкиева, сборник документов «Ингуши: депортация, возвращение, реабилитация», «Хроника истории ингушского народа», энциклопедия «Республика Ингушетия. Время, события, люди» и другие.

### «Разбудите в себе человека» (1992)
Неистово и рьяно,

За грех и просто так,

Бьют злобно, с придыханьем,

Как может бить лишь враг.

Кто пулею, кто словом,

Не мучаясь, разят

Делившиеся кровом

И пищею друзья.

Нам юность отравили,

Подсыпав в дружбу яд.

Как искренне дружили,

Так искренне клеймят.
Патиев ещё в студенческие годы заинтересовался ингушской словесностью, историей, кавказской литературой и изучал их. Тогда же были опубликованы первые его публикации. Однако первая книга автора — «Разбудите в себе человека» (1992; переиздана в 1997), которая является также его первым сборником стихов, появилась спустя много лет, после изучения, сбора и систематизирования большого материала для своих будущих книг. Книга вызвала большой интерес среди читателей, так как в ней раскрыты обстоятельства, последовавшие за осетино-ингушским конфликтом 1992 года.
Поэт призывает людей разбудить в себе человеческие чувства к бывшим друзьям, ставшим ныне врагами, убить в себе жестокого зверя, способного на любую подлость. По мнению литературоведа Т. Ш. Биттировой, поэтические зарисовки книги — это «раздирающие душу картины бесчеловечности и насилия». Вместе с тем, автор не призывает мстить, а лишь просит понять произошедшее и предотвратить подобное в будущем. Критик А. Газдиев лейтмотивом книги указывает ответственность поэта за «груз чужих грехов».

### «На изломе души» (2010)
Сколько лет в душе хранил

Смысл истины простой:

Лишь бы я с тобою был,

Лишь бы ты была со мной.
Второй сборник стихов Патиева — «На изломе души» (2010) является книгой лирики и поэтической исповедью. В неё вошли и ранние стихи поэта, содержание книги меняется согласно лирическому настроению поэта, его сокровенными чувствами и мыслями. Специальное место в книге занимает тема любви, непривычная для поэта. Она описана как вечное духовное чувство, которое имеет в стихах множество граней. В стихах также описывается простое и ёмкое желание быть с любимым человеком, а также восхищение красотой любимой. Литературовед Т. Ш. Биттирова считает, что несмотря на то, что стихи о любви написаны в жанре эпистолы, они переходят границы письма и альбомного посвящения, так как имеют общечеловеческое звучание, несмотря на то, что автором создан зримый образ любимой женщины.

## Награды
- Орден «За заслуги»[8]
- Почётные грамоты Главы и Правительства РИ[8]
- Благодарственное письмо Президента РФ[8]

### На русском
- Главному редактору «Сердало» Якубу Патиеву вручили приветственный адрес от имени депутатов Народного Собрания. parlamentri.ru (11 февраля 2019). Дата обращения: 1 июня 2023.
- Патиев Якуб Султанович. Должность: Главный редактор. serdalo.ru. Сердало. Архивировано из оригинала 23 декабря 2015 года.
- Отдел ингушской литературы. ingnii.ru. Ингушский НИИ гуманитарных наук им. Ч. Э. Ахриева. Дата обращения: 17 мая 2024.
- Презентация книги «Хроники истории Ингушского народа». Минкультуры Республики Ингушетия (23 марта 2021).
- «Ищущий всегда в пути»: Книжная выставка к 65-летию Я.С. Патиева. Национальная библиотека Республики Ингушетия (12 февраля 2018).
- 11 – 1953 г. – родился Патиев Якуб Султанович, в с. Зауральское Энбекшильдерского района Казахской. Национальная библиотека Республики Ингушетия (11 февраля 2024).

### На ингушском
- ӏарчакханаькъан С. Цох ала йиш яр, визза гӏалгӏа ва: ӏарпенаькъан Хьажбикара вахара наькъах лаьца (ингуш.) // «Сердало»  / Керттера ред.: Курскенаькъан Х. — 2022. — 19 оагӀой.